# Acridotheres
Acridotheres este un gen de grauri din familia Sturnidae. Membrii acestui gen se găsesc în Asia tropicală de sud, de la estul Iranului până în sudul Chinei și Indoneziei. Graurul brun a fost introdus în Africa de Sud, Israel, Hawaii, America de Nord, Australia și Noua Zeelandă, iar graurul cu creastă în regiunea Vancouver din Columbia Britanică.

## Specii
Genul conține 10 specii:
- Graur mare, Acridotheres grandis
- Graur cu creastă, Acridotheres cristatellus
- Graur de Java, Acridotheres javanicus
- Graur cu burtă albă, Acridotheres cinereus
- Graur forestier, Acridotheres fuscus
- Graur gulerat, Acridotheres albocinctus
- Graur riveran, Acridotheres ginginianus
- Graur brun, Acridotheres tristis
- Graur cu aripi negre, Acridotheres melanopterus
- Graur birmanez, Acridotheres burmannicus